# Ered Lithui
Las Ered Lithui (‘montes de ceniza’ o ‘montañas de ceniza’ en sindarin) son una cordillera ficticia creada por el escritor británico J. R. R. Tolkien para su legendarium, y descrita en la novela El Señor de los Anillos. Su terreno era árido y polvoriento, probablemente cubierto de las cenizas del cercano monte del Destino, lo que originaría su nombre, y sin ninguna corriente de agua que descendiera por las dos vertientes de la cordillera.

## Geografía ficticia
Eran una cordillera de más de 400 millas (644 km) de longitud (exactamente 801 km según las precisas medidas de Karen Wynn Fonstad sobre los mapas dibujados por Tolkien), en dirección este-oeste. Se alzaban como frontera septentrional del Reino Oscuro de Mordor y junto a las Ephel Dúath o «Montañas de la Sombra» formaban la defensa natural en forma de herradura de aquel. Estas montañas parecían imposibles de atravesar, excepto en su punto de unión con las Ephel Dúath, el situado en su extremo oeste, donde se abría el estrecho paso de Cirith Gorgor, único camino franco que comunicaba la llanura de Dagorlad con el valle de Udûn, ya en el interior de Mordor. Sauron defendió este paso vital con las Torres de los Dientes y el Morannon, la «Puerta Negra», la principal vía de acceso al Reino Oscuro. El valle de Udûn también estaba cerrado por su lado sur por estribaciones de las Ephel Dúath y las Ered Lithui, que lo encerraban casi por completo, salvo por el también fortificado paso de Carach Angren, entre Udûn y la meseta de Gorgoroth, principal planicie de Mordor.
En la vertiente sur (interior a Mordor) de los Montes de Ceniza, sobre una de sus mayores estribaciones se alzaba Barad-dûr, la oscura fortaleza de Sauron.